# Lista The New York Times Best Seller

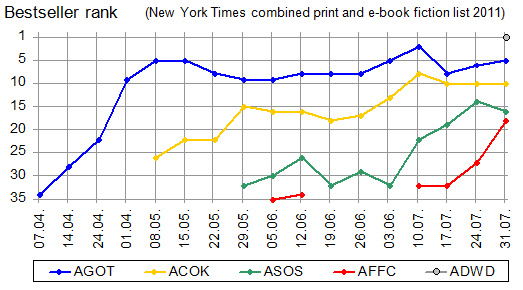
Lista Bestseller-urilor New York Times - Graficul săptămânal pentru "A Song of Ice and Fire" de la 7 aprilie 2011 (difuzarea episodului pilot al Game of Thrones) până la 31 iulie 2011 (publicarea volumului "A Dance With Dragons").

The New York Times Best Seller list este unanim considerată lista principală a celor mai bine vândute cărți din Statele Unite. Din 12 octombrie 1931, The New York Times Book Review a publicat-o săptămânal. În secolul al XXI-lea a evoluat în mai multe liste, grupate după gen și format, inclusiv ficțiune și nonficțiune, cu coperți cartonate, broșate sau E-book.
Lista se bazează pe o metodă proprie care utilizează cifre de vânzări, alte date și linii directoare interne nepublicate, modul în care Times alcătuiește lista fiind un secret comercial. În 1983, ca parte a unui argument juridic, Times a afirmat că lista nu este obiectivă din punct de vedere matematic, ci mai degrabă reprezintă un conținut editorial. În 2017, un reprezentant Times a afirmat că scopul este ca listele să reflecte cărți best seller autentice. Lista a fost o sursă de controverse. Când Times consideră că o carte a ajuns pe listă în mod suspect - de exemplu, prin achiziții în vrac - poziția cărții pe listă este marcată cu un simbol pumnal (†).

## Istoric
Deși prima listă a celor mai bine vândute cărți din America a fost publicată în 1895, în The Bookman, o astfel de listă a fost publicată în The New York Times abia pe 12 octombrie 1931, 36 de ani mai târziu. A cuprins cinci cărți de ficțiune și patru de non-ficțiune numai pentru New York City. Luna următoare, lista a fost extinsă la opt orașe, fiecare cu o listă proprie. La începutul anilor 1940, au fost incluse paisprezece liste locale. O listă națională a fost creată în data de 9 aprilie 1942, în Sunday New York Times Book Review, ca supliment la listele locale clasice din ediția de luni. Lista națională era întocmită în funcție de numărul de apariții al cărții respective în listele locale. În cele din urmă, listele locale au fost eliminate, rămânând doar clasamentul național, care a fost întocmit conform „rapoartelor de la librăriile de top din 22 de orașe”. Clasamentul în funcție de cifrele vânzărilor din librării este valabil și în prezent, deși procesul a rămas patentat.
Până în anii 1950, lista Times devenise cea mai importantă listă bestseller folosită de profesioniștii în domeniu pentru a monitoriza cărțile, alături de cea întocmită de Publishers Weekly. În anii 1960 și 1970, lanțurile de librării B. Dalton, Crown Books și Waldenbooks au realizat un plan de afaceri de vânzare a bestseller-urilor recent publicate, cu atractivitate pe piața de masă. Ei au folosit statutul de bestseller pentru a comercializa cărțile și nu doar ca o măsură de creștere a vânzărilor, ci și ca o evidențiere a listei New York Times pentru cititorii și vânzătorii de cărți.
Numărul de titluri care s-au clasat pe primul loc a evoluat constant de-a lungul anilor, variind de la mai puțin de 10 în anii 1970 până la treizeci în ultimul deceniu. Printre cărțile cu cele mai importante cifre de vânzări se află Codul lui Da Vinci în 2003 și 2004, Cincizeci de umbre ale lui Grey în 2012 și Acolo unde cântă racii în 2019.

## Structură
Lista este întocmită de editorii departamentului „News Surveys”, nu de departamentul The New York Times Book Review, unde este publicată. Se bazează pe rapoarte săptămânale ale vânzărilor obținute de la mostre selectate de librării și angrosiști independenți din Statele Unite. Potrivit părerii generale, cifrele vânzărilor reprezintă cărți care au fost vândute en-detail, mai degrabă decât en-gross, deoarece Times chestionează vânzătorii de cărți în încercarea de a reflecta mai bine ceea ce este achiziționat de cumpărătorii individuali. Unele cărți sunt marcate cu un pumnal care indică faptul că un număr semnificativ de comenzi în vrac au fost primite de librăriile care vând en-detail.
The New York Times a raportat în 2013 că, în general, lista nu urmărește „vânzările de literatură clasică” și astfel, de exemplu, noi traduceri ale Infernului lui Dante nu se vor regăsi pe lista celor mai bine vândute.
Metoda exactă de compilare a datelor obținute de la librarii este clasificată drept secret comercial. Editorul de la Book Review, Gregory Cowles, a explicat că metoda „este secretă atât pentru a ne proteja produsul, cât și pentru a ne asigura că oamenii nu pot încerca să manipuleze sistemul. Nici măcar noi, cei de la Book Review (departamentul de monitorizare), nu cunoaștem exact metodele folosite.”
Listele sunt împărțite în ficțiune și nonficțiune, cărți tipărite și e-book, broșuri și cartonate; fiecare listă conține 15 până la 20 de titluri. Au fost subdivizate de mai multe ori. „Advice, How-To, and Miscellaneous” a fost lansată ca o listă de cinci cărți pe 1 ianuarie 1984. A fost creată deoarece best-sellerurile de dezvoltare personală aglomerau uneori lista generală de non-ficțiune. Bestsellerul său inaugural numărul unu, The Body Principal de Victoria Principal, fusese numărul 10 și numărul 12 pe listele de non-ficțiune în cele două săptămâni precedente. În iulie 2000, lista best seller pentru copii a fost creată după ce seria Harry Potter a rămas pe primele locuri pe lista de ficțiune pentru o perioadă lungă de timp. Lista copiilor a fost tipărită lunar până pe 13 februarie 2011, când a fost schimbată într-o ediție săptămânală. În septembrie 2007, lista de ficțiune broșată a fost împărțită în secțiunile „comerț” și „piață de masă”, pentru a oferi mai multă vizibilitate cărților cu coperți broșate comerciale cu recenzii în Times. În noiembrie 2010, The New York Times a anunțat că va urmări listele bestseller de cărți electronice de ficțiune și nonficțiune începând cu anul 2011. „RoyaltyShare, o companie cu sediul în San Diego, care urmărește datele și colectează informații despre vânzări pentru editori, va (...) furniza date [despre e-book]”. Cele două noi liste de cărți electronice au fost publicate pentru prima dată în ediția din 13 februarie 2011, prima a combinat vânzări de cărți tipărite și de cărți electronice, iar a doua a cuprins doar vânzările de cărți electronice (ambele liste fiind apoi divizate în ficțiune și nonficțiune). Pe lângă acestea, o a treia listă nouă a fost publicată numai online, pentru a urmări vânzările tipărite combinate (copertă cartonată și broșată) de ficțiune și nonficțiune. Pe 16 decembrie 2012, lista cărților pentru copii a fost împărțită în două liste noi: clasa medie (8-12 ani) și adulți tineri (12-18), ambele cuprinzând vânzări pe toate platformele (cartonată, broșată și e-book).

## Critică
Conform unei analize realizate de Școala de Afaceri Stanford, majoritatea cititorilor folosesc lista Times ca pe un ghid pentru a alege ce cărți merită să fie citite. Studiul a concluzionat că scriitorii mai puțin cunoscuți obțin cel mai mare beneficiu în urma includerii în listă, în timp ce autorii deja consacrați, precum John Grisham sau Danielle Steel, nu remarcă nicio creștere a vânzărilor suplimentare. Lista a fost criticată de autori, editori, directori din industria cărții și alții pentru că nu oferă o contabilitate exactă a statutului real de bestseller. Aceste critici au existat încă de la apariția listei. Un raport al industriei cărții din anii 1940 a constatat că listele bestseller erau un indicator slab al vânzărilor, deoarece se bazau pe date înșelătoare și cuantificau doar vânzările rapide.
- Vânzări rapide. O carte care nu ajunge pe listă poate depăși cărțile de pe lista celor mai bine vândute. Acest lucru se datorează faptului că lista bestseller reflectă vânzările într-o săptămână anume, nu vânzările totale. Astfel, o carte se poate vinde foarte mult într-o anumită săptămână și ajunge pe listă, în timp ce alta care se vinde într-un ritm mai lent, nu ajunge pe listă, deși în timp are vânzări mai mari.
- Numărarea dublă. Uneori, o carte poate fi numărată de două ori, prin includerea vânzătorilor en-gross în sondaje alături de librăriile cu amănuntul. Angrosiștii raportează cât vând comercianților cu amănuntul, iar comercianții cu amănuntul raportează cât vând clienților, astfel încât poate exista o suprapunere și aceeași carte vândută să fie raportată de două ori într-un interval de timp dat. În plus, comercianții cu amănuntul pot returna cărțile angrosiștilor după o perioadă, dacă nu le vând, rezultând astfel o „vânzare” raportată care, în fapt, nu s-a realizat niciodată. De exemplu, cărțile cu coperți broșate de pe piața de masă pot înregistra rate de returnare de până la 40% de la comerciantul cu amănuntul la angrosist.[7]
- Manipularea de către autori și editori. În 1956, autorul Jean Shepherd a creat romanul fals I, Libertine pentru a demonstra cât de ușor se pot manipula listele bestseller în funcție de cerere și de vânzări. Fanii emisiunii de radio a lui Shepherd au vorbit atât de mult despe carte și despre autor încât cererea mare a dus la includerea acesteia pe lista Times.[23][24] Autoarea Jacqueline Susann (Valley of the Dolls) a încercat să „înflorească” cifra de vânzări raportată pentru Times și a cumpărat personal cantități mari din propria ei carte.[7] Autorul Wayne Dyer (Your Erroneous Zones) a achiziționat mii de exemplare ale propriei sale cărți. Al Neuharth (Confessions of an S.O.B.), fost șef al Companiei Gannett, a pus Fundația Gannett să cumpere două mii de exemplare ale propriei sale autobiografii.[7] În 1995, autorii Michael Treacy și Fred Wiersema au cheltuit 200.000 de dolari pentru a cumpăra zece mii de exemplare din The Discipline of Market Leaders de la zeci de librării. Deși au negat orice implicare, cartea s-a aflat pe listă 15 săptămâni. Ca urmare a acestui scandal, Times a început să plaseze un simbol pumnal lângă orice titlu pentru care librăriile raportau comenzi în vrac.[7] Cu toate acestea, simbolul nu apare întotdeauna; de exemplu, cartea lui Tony Hsieh Delivering Happiness nu a fost marcată cu acest simbol, deși se știa că cifrele de vânzare au fost manipulate.[25]
- Manipulare de către comercianți cu amănuntul și angrosiști. Se întâmplă cu regularitate ca angrosiștii și comercianții cu amănuntul să manipuleze în mod deliberat sau din neatenție cifrele de vânzări pe care le raportează revistei Times. Deoarece includerea în listă crește vânzările unei cărți, librăriile și angrosiștii pot raporta că o carte este bestseller înainte chiar de a fi, pentru ca ulterior să devină un bestseller „legitim” prin creșterea vânzării datorită includerii în lista bestseller, ceea ce a făcut ca lista să devină o profeție împlinită pentru distribuitorii de cărți.[7]
- Colectarea de date sugerate. Times oferă distribuitorilor de cărți un formular care conține o listă de cărți considerate a fi bestseller, pe care să le bifeze, cu o coloană alternativă „Altele” de completat manual. Această metodă a fost criticată deoarece Times, practic, sugerează ce cărți merită să fie bestseller și atunci se pierde obiectivitatea.[7]
- Autoîmplinire. Odată ce o carte ajunge pe listă, este puternic comercializată ca bestseller, achiziționată de cititorii care caută cele mai bune vânzări și beneficiază de un tratament preferențial din partea retailerilor, online și offline, ceea ce creează categorii speciale de bestseller, inclusiv privind plasarea în magazine și reducerile de preț și este vândută de comercianții cu amănuntul care, de regulă, nici nu comercializează alt gen de cărți (de exemplu, supermarketuri).[7]
- Conflicte de interese. Având în vedere impactul financiar pe care îl presupune includerea în listă, încă din anii 1970, editorii au creat clauze speciale pentru autorii importanți, clauze care stipulează că, dacă o carte ajunge pe listă, autorul va primi bani în plus, în funcție de locul pe care se situează și pentru cât timp. De asemenea, autorii pot percepe taxe mai mari de discurs pentru cărțile cu statut de best-seller. Lista Times devine, astfel, un instrument de marketing major.[7]

## Controverse
În 1983, autorul William Peter Blatty a dat în judecată The New York Times pentru 6 milioane de dolari, deoarece cartea proprie Legion (adaptată în filmul Exorcistul III) nu a fost inclusă în listă din cauza neglijenței sau a falsității intenționate, și a susținut că ar fi trebuit inclusă, ținând cont de vânzările mari înregistrate. Times a replicat că lista nu este obiectivă din punct de vedere matematic, ci mai degrabă reprezintă conținut editorial și astfel este protejată de Constituție ca libertate de exprimare. Blatty a făcut apel la Curtea Supremă, care a refuzat să audieze cazul. Astfel, hotărârea instanței inferioare a dispus că lista este conținut editorial, nu conținut obiectiv, astfel încât Times are dreptul de a omite cărți din listă.
În 2019 s-a demonstrat că Triggered, cartea lui Donald Trump Jr., a ajuns pe lista bestseller doar prin achiziții în vrac în valoare de aproximativ 100.000 de dolari, pentru a crește ilegitim numărul de vânzări. Vanity Fair a raportat în octombrie 2020 că acest tip de manipulare a sistemului a fost o practică obișnuită în rândul personalităților politice conservatoare americane și a inclus, de asemenea, utilizarea fondurilor de campanie politică pentru a cumpăra cărțile în vrac și a-și face reclamă.